# أرتور لوبيز كاسترو
أرتور لوبيز كاسترو (بالإسبانية: Arturo López Castro)‏ (15 أغسطس 1989 في المكسيك - ) هو ملاكم مكسيكي، صنّف ضمن فئة وزن الويلتر.

## إحصائيات
خاض خلال مسيرته 12 نزالا، فاز في 12 ولم يتعادل ولم يخسر. فاز بالضربة القاضية في 9 نزالات.

## روابط خارجية
- أرتور لوبيز كاسترو على موقع بوكس ريك (الإنجليزية) (registration required)